# Ramón Ivanoes Barreto Ruiz
Ramón Ivanoes Barreto Ruiz, né à Montevideo le 14 septembre 1939 et mort le 4 avril 2015, est un arbitre de football uruguayen. Arbitre de 1966 à 1987, il fit trois coupes du monde, arbitra le match tendu entre la RFA et la RDA, fit deux finales en tant qu'arbitre assistant. Il a expulsé Trevor Cherry, lors du match entre l'Argentine et l'Angleterre à La Bombonera en 1977, ce qui fait de ce joueur, le seul expulsé dans les matchs amicaux de l'Angleterre.

## Carrière
Il a officié dans des compétitions majeures : 
- Coupe du monde de football de 1970 (1 match)
- Coupe du monde de football de 1974 (2 matchs dont RFA-RDA)
- Copa América 1975 (troisième match de la finale)
- Jeux olympiques de 1976 (2 matchs dont la finale)
- Coupe du monde de football de 1978 (2 matchs)
- Copa América 1979 (deuxième match de la finale)